# 艾莉森·尚克斯
艾莉森·尚克斯（英語：Alison Shanks，1982年12月13日—），新西兰女子自行车运动员。她曾代表新西兰参加2010年英联邦运动会自行车比赛，获得一枚金牌。她也曾参加2008年和2012年夏季奥林匹克运动会。